# ولادیمیر ایواشکو
ولادیمیر آنتونویچ ایواشکو (روسی: Влади́мир Анто́нович Ива́шко؛ ۲۸ اکتبر ۱۹۳۲ – ۱۳ نوامبر ۱۹۹۴) سیاستمدار، و اقتصاددان اهل اتحاد جماهیر شوروی سوسیالیستی بود. ایواشکو آخرین سردبیر حزب کمونیست اتحاد جماهیر شوروی پیش از فروپاشی آن بود.
ولادیمیر ایواشکو در ۱۳ نوامبر ۱۹۹۴، در سن ۶۲ سالگی درگذشت.
وی همچنین برندهٔ جوایزی همچون نشان پرچم سرخ کار شده‌است.